# 칼스버그 (맥주)
칼스버그(Carlsberg)는 덴마크의 맥주회사 칼스버그의 필스너 맥주 제품이다. 맥주병의 라벨은 1904년 Thorvald Bindesbøll이 디자인하였으며, 도입 이후 크게 변하지 않았다.